# Irene Hunt
Ne doit pas être confondu avec Irene Hunt, romancière américaine spécialisée dans la littérature enfantine
Pour les articles homonymes, voir Hunt.
Irene Hunt est une actrice américaine du cinéma muet, née le 22 février 1892 à New York et décédée le 13 octobre 1988 à Paso Robles (Californie).

## Biographie
Elle était la fille de l'actrice Madge Hunt.
Elle fut l'épouse du producteur Lester F. Scott Jr., puis de Walter Weyman, jusqu'à la mort de celui-ci, en 1976.
Elle commença sa carrière en 1913, pour la terminer treize ans plus tard, en 1926.

## Filmographie
- 1913 : A Lucky Chance
- 1913 : A False Friend
- 1913 : The Split Nugget
- 1913 : Back to Primitive
- 1913 : The Birthmark
- 1913 : Love and War in Mexico
- 1913 : Wallingford's Wallet
- 1913 : The Higher Justice
- 1913 : Almost a Rescue (it) d'Al Christie
- 1913 : Kentucky Foes
- 1913 : Success
- 1913 : The Glow Worm
- 1913 : Twickenham Ferry
- 1913 : Hearts of the Dark
- 1913 : The Other Woman
- 1913 : The Reporter's Scoop
- 1913 : For Another's Crime
- 1913 : Giovanni's Gratitude
- 1914 : The Loafer
- 1914 : The Sacrifice
- 1914 : The Faith of her Fathers
- 1914 : Tricked by a Photo
- 1914 : The Idler
- 1914 : The Musician's Wife
- 1914 : Red, the Mediator
- 1914 : The Return of Cal Clauson
- 1914 : The Great Leap : Until Death Do Us Part
- 1914 : The Life of General Villa
- 1914 : The Miniature Portrait
- 1914 : Home, Sweet Home
- 1914 : Golden Dross
- 1914 : The Song of the Shore
- 1914 : The Stolen Radium
- 1914 : The Mountain Rat
- 1914 : The Stolen Code
- 1914 : The Burden
- 1914 : The Only Clue
- 1914 : On the Border
- 1914 : Her Mother's Necklace
- 1914 : McCarn Plays Fate
- 1914 : For the Last Edition
- 1914 : In the Nick of Time
- 1914 : For Those Unborn de Christy Cabanne
- 1914 : How the Kid Went Over the Range
- 1914 : Her Awakening
- 1914 : The Wireless Voice
- 1914 : The Revenue Officer's Deputy
- 1914 : The Wrong Prescription
- 1914 : Paid with Interest
- 1914 : The Floating Call
- 1914 : His Responsibility
- 1914 : The Hop Smugglers
- 1914 : Over the Ledge
- 1914 : Bobby's Medal
- 1914 : The Exposure
- 1915 : A Banakie Maiden
- 1915 : One Flight Up
- 1915 : How She Fooled Aunty
- 1915 : The Chinese Lottery
- 1915 : The Death Dice
- 1915 : Her Buried Past
- 1915 : The Outlaw's Revenge de Christy Cabanne
- 1915 : Strathmore
- 1915 : Added Fuel
- 1915 : The Man of It
- 1915 : The Celestial Code
- 1915 : When the Call Came
- 1915 : The Motor Boat Bandits
- 1915 : The Headliners
- 1915 : Billie's Rescue
- 1915 : The Ceremonial Turquoise
- 1915 : For His Pal
- 1915 : Hidden Crime
- 1915 : The Family Doctor
- 1915 : The Stronger Man
- 1915 : The Penitentes
- 1915 : The Stab
- 1915 : The Opal Pin
- 1915 : The Bankhurst Victory
- 1915 : The Decoy
- 1916 : The Still Voice
- 1916 : The Devil's Image
- 1916 : The Man from Nowhere
- 1916 : The Silent Stranger
- 1916 : The Chance Market
- 1916 : Circumstantial Justice
- 1916 : As the Candle Burned
- 1916 : Through Solid Walls
- 1916 : Gloriana
- 1916 : Just Her Luck
- 1917 : Heart Strings
- 1917 : The War Waif
- 1917 : The Boonton Affair
- 1917 : The Girl Reporter's Scoop
- 1917 : It Makes a Difference
- 1917 : The Voice of the Wire
- 1917 : The Grudge
- 1917 : Is Money All?
- 1917 : 'Twixt Love and Desire
- 1917 : The Birth of Patriotism
- 1917 : Helen Grayson's Strategy
- 1917 : Three Women of France
- 1917 : A Soldier of the Legion
- 1917 : The Stainless Barrier
- 1917 : The Maternal Spark de Gilbert P. Hamilton
- 1918 : The Hopper
- 1918 : The Hand at the Window
- 1918 : Old Love for New
- 1918 : His Enemy, the Law
- 1920 : Moon Madness
- 1920 : Cinderella's Twin
- 1921 : Un homme libre (The Big Punch) de John Ford
- 1921 : Oliver Twist, Jr.
- 1921 : The Last Card
- 1922 : The Milky Way
- 1922 : La Justicière (The Crimson Challenge) de Paul Powell
- 1922 : L'Enfant sacrifiée (Forget Me Not) de W. S. Van Dyke
- 1922 : Le Train rouge (Hearts Aflame) de Reginald Barker
- 1923 : The Gunfighter de Lynn Reynolds
- 1923 : The Eternal Three
- 1924 : The Dramatic Life of Abraham Lincoln
- 1924 : The Foolish Virgin
- 1926 : The Phantom of the Forest
- 1926 : Pawn Ticket 210